# Araber in Berlin
Die Araber in Berlin  bilden nach den Türken in Berlin die zweitgrößte ethnische Minderheitengruppe in der Stadt.

## Geschichte
Die meisten Araber in Berlin sind Flüchtlinge. Sie kamen vor allem nach 1975 während des libanesischen Bürgerkriegs und nach der Machtübernahme durch Saddam Hussein im Irak im Jahr 1979 als Asylbewerber in die Bundesrepublik Deutschland. Die Einreise erfolgte zumeist illegal über Ostberlin; die Flüchtlinge erhielten am Flughafen Schönefeld ein Transitvisum für die DDR und fuhren mit Zügen nach West-Berlin weiter, wo sie einen Asylantrag stellten. Die deutschen Behörden kontrollierten die Grenzen aufgrund des Berliner Sonderstatus nicht. In den Statistiken wurden auch verfolgte Kurden als „Staatsbürger des Irak“ erfasst, so dass sich aus ihnen nicht ergibt, wie viele Araber aus dem Irak flohen.
In den 2000er Jahren während der Besetzung des Irak sowie aufgrund des seit 2011 andauernden syrischen Bürgerkriegs und des seit 2014 andauernden irakischen Bürgerkriegs kamen weitere irakische und syrische Flüchtlinge nach Berlin. Die anderen Araber sind von der Herkunft her zumeist Marokkaner, Algerier, Tunesier und Ägypter.

## Verbreitung
Ende Dezember 2023 lebten 182.635 Personen mit einem arabischen Migrationshintergrund in der Stadt, die 4,7 Prozent der Bevölkerung ausmachen. Die meisten Berliner mit einem arabischen Migrationshintergrund stammen aus Syrien (59.871 Personen), gefolgt von Libanon (32.797 Personen). Ende Dezember 2023 hatten 66.331 in Berlin lebende Deutsche einen arabischen Migrationshintergrund, 116.304 Berliner sind Staatsangehörige eines Mitgliedslands der Arabischen Liga. Araber in Berlin sind keine homogene Gruppe. Sie stammen aus über 20 Ländern und leben vor allem in den Stadtteilen (Nord-)Neukölln, Schöneberg, Moabit, Wedding, Gesundbrunnen und Kreuzberg.
Ähnlich wie die türkische Gemeinde sind die Araber vor allem in den innerstädtischen Vierteln West-Berlins konzentriert.
| Personen mit einem arabischen Migrationshintergrund in den zwölf Bezirken Stand: 31. Dezember 2023 | Personen mit einem arabischen Migrationshintergrund in den zwölf Bezirken Stand: 31. Dezember 2023 | Personen mit einem arabischen Migrationshintergrund in den zwölf Bezirken Stand: 31. Dezember 2023 | Personen mit einem arabischen Migrationshintergrund in den zwölf Bezirken Stand: 31. Dezember 2023 | Personen mit einem arabischen Migrationshintergrund in den zwölf Bezirken Stand: 31. Dezember 2023 |
| Rang                                                                                               | Bezirk                                                                                             | Anzahl                                                                                             | Anteil                                                                                             | |
| -------------------------------------------------------------------------------------------------- | -------------------------------------------------------------------------------------------------- | -------------------------------------------------------------------------------------------------- | -------------------------------------------------------------------------------------------------- | -------------------------------------------------------------------------------------------------- |
| 1                                                                                                  | Neukölln                                                                                           | 25.981                                                                                             | 7,9 %                                                                                              | |
| 2                                                                                                  | Mitte                                                                                              | 29.288                                                                                             | 7,4 %                                                                                              | |
| 3                                                                                                  | Spandau                                                                                            | 16.024                                                                                             | 6,2 %                                                                                              | |
| 4                                                                                                  | Reinickendorf                                                                                      | 13.483                                                                                             | 5,0 %                                                                                              | |
| 5                                                                                                  | Tempelhof-Schöneberg                                                                               | 17.356                                                                                             | 4,9 %                                                                                              | |
| 6                                                                                                  | Lichtenberg                                                                                        | 14.844                                                                                             | 4,8 %                                                                                              | |
| 7                                                                                                  | Friedrichshain-Kreuzberg                                                                           | 13.060                                                                                             | 4,5 %                                                                                              | |
| 8                                                                                                  | Charlottenburg-Wilmersdorf                                                                         | 14.093                                                                                             | 4,1 %                                                                                              | |
| 9                                                                                                  | Marzahn-Hellersdorf                                                                                | 10.051                                                                                             | 3,4 %                                                                                              | |
| 10                                                                                                 | Pankow                                                                                             | 10.286                                                                                             | 3,1 %                                                                                              | |
| 11                                                                                                 | Steglitz-Zehlendorf                                                                                | 8.935                                                                                              | 2,9 %                                                                                              | |
| 12                                                                                                 | Treptow-Köpenick                                                                                   | 9.234                                                                                              | 2,1 %                                                                                              | |

Im Fall von Neukölln leben circa 80 Prozent der Personen mit einem arabischen Migrationshintergrund im gleichnamigen Ortsteil (Nord-)Neukölln, wo sie über 10 Prozent der Gesamtbevölkerung bilden.
Im Fall von Mitte leben die meisten Personen mit einem arabischen Migrationshintergrund in den zum Bezirk Mitte gehörenden Ortsteilen Moabit, Wedding und Gesundbrunnen, nur wenige im namensgebenden Ortsteil Mitte, der bis zur Wiedervereinigung Deutschlands zu Ost-Berlin gehörte.

## Kultur
Die meisten Araber in Berlin sind Muslime. Unter ihnen bilden Sunniten die Mehrheit, aber auch Zwölfer-Schiiten sind vertreten. Daneben finden sich auch Christen verschiedener Kirchen, Anhänger kleinerer Religionsgemeinschaften und Konfessionslose.
In den West-Berliner Bezirken befindet sich bereits seit den 1980er Jahren die größte arabische Gemeinde Deutschlands; dort bestehen mehrere Kultur- und Moscheevereine sowie zahlreiche arabische Restaurants und Geschäfte. An der Freien Universität Berlin gibt es einen Lehrstuhl für Arabistik.

## Kriminalität
In Berlin gibt es laut Ermittlungsbehörden Probleme mit kriminellen arabischen Großfamilien, wie dem Abou-Chaker- oder dem Remmo-Clan. Mitglieder der Clans betreiben als Intensivtäter Schutzgelderpressungen, Drogen- und illegalen Medikamentenhandel. Diese Clan-Angehörigen begehen auch Betrugsdelikte, Leistungsmissbrauch, Raub bzw. Auto- und Ladendiebstahl, Hausfriedensbruch, gefährliche Eingriffe in den Straßenverkehr, schweren Bandendiebstahl sowie Gewalt- bzw. Körperverletzungsdelikte.